# Pique d'abordage

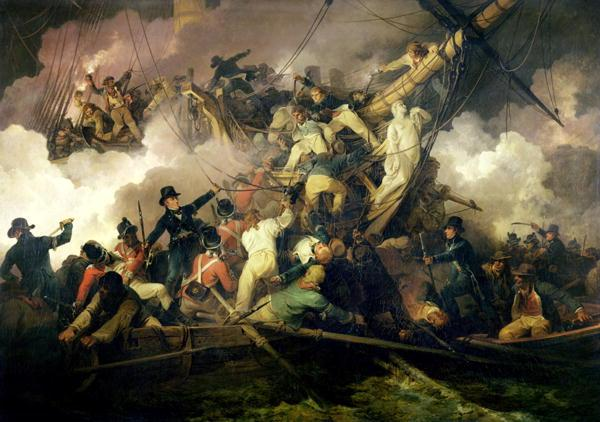
L'abordage de la Chevrette à Brest par des marins anglais. Un des marins est munie d'une pique d'abordage.

Une pique d'abordage est une arme blanche défensive en usage dans la marine. Il s'agit d'une pointe montée sur un long manche. Cette arme était très utilisée, car elle permettait de blesser l'ennemi tout en se maintenant hors de portée de son sabre et, plus particulièrement, d'empêcher les assaillants de descendre ou d'escalader un navire lors d'un abordage (suivant la différence de taille entre les deux bateaux).